# Jatov
Jatov (ungarisch Jattó) ist eine Gemeinde im Westen der Slowakei mit 713 Einwohnern (Stand 31. Dezember 2024), die zum Okres Nové Zámky, einem Kreis des Nitriansky kraj, gehört.

## Geographie

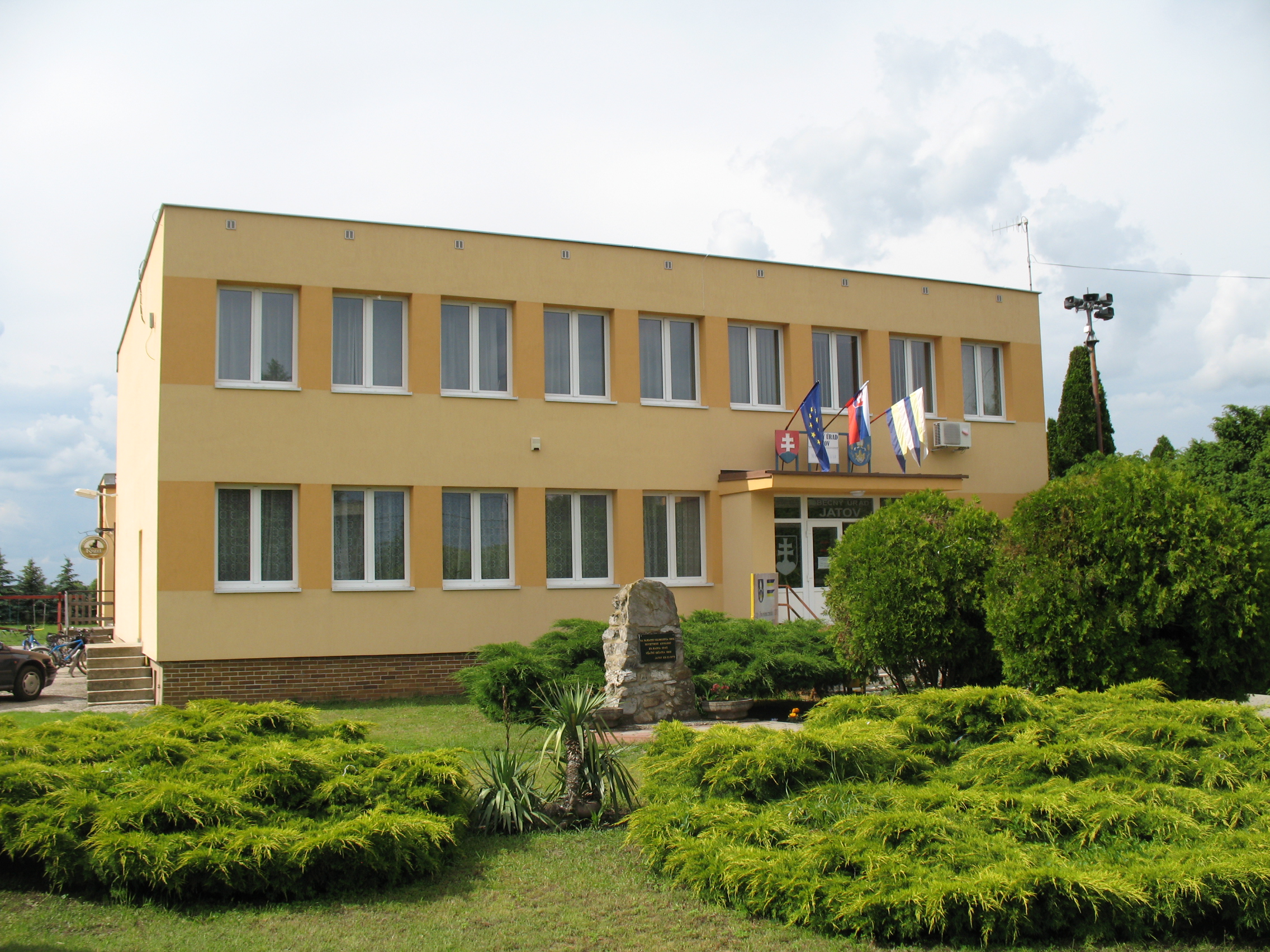
Sitz des Gemeindeamtes

Die Gemeinde befindet sich im slowakischen Donautiefland am Bach Cabajský potok, der westlich von Malý Jatov in den Dlhý kanál mündet. Das Ortszentrum liegt auf einer Höhe von 116 m n.m. und ist 13 Kilometer von Šaľa sowie 19 Kilometer von Nové Zámky entfernt.
Jatov setzt sich aus den drei Siedlungen Dolný Jatov, Kendereš und Malý Jatov zusammen.
Nachbargemeinden sind Veľká Dolina und Poľný Kesov im Norden, Rastislavice im Osten, Tvrdošovce im Süden, Selice im Südwesten und Trnovec nad Váhom im Nordwesten.

## Geschichte

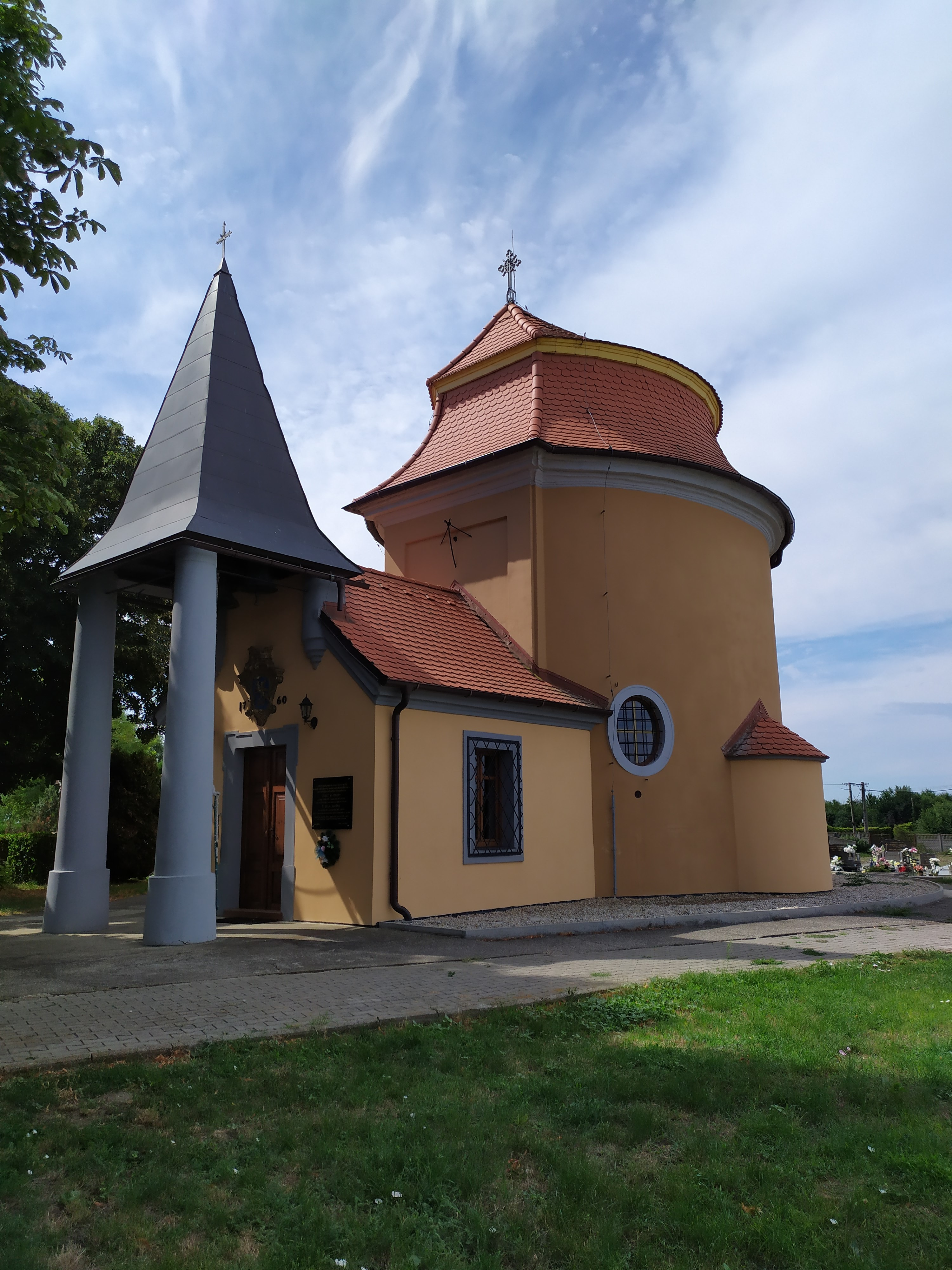
Wendelinuskapelle

Das heutige Gemeindegebiet wurde in der Frühbronzezeit besiedelt, wie Funde der Maďarovce-Kultur zeigen. Ein wenig mehr als tausend Jahre später ließen sich die Kelten in der Umgebung von Čierny vŕšok (wörtlich Schwarzes Hügelchen) im Nordosten des heutigen Gemeindegebiets nieder. Mit kleineren Unterbrechungen ist die Gegend seit dem 9. Jahrhundert dauerhaft besiedelt.
Zum ersten Mal wurde eine Siedlung im 13. Jahrhundert erwähnt, einer gefälschten Urkunde nach im Jahr 1 d ein Gutsbesitzer namens György Farkasdi erwähnt. 1494 besaß die Familie Nehéz Ortsgüter, wenige Jahre danach erlangte das mächtige Geschlecht Zápolya den Besitz, der nach einer kurzen Unterbrechung an die Thurzos überging. Im 16. und 17. Jahrhundert war das Leben von kriegerischen Auseinandersetzungen geprägt, wobei die Osmanen zeitweise das umliegende Gebiet direkt beherrscht hatten. Die letzten Großgrundbesitzer vom 17. Jahrhundert bis 1918 stammt aus dem Geschlecht Esterházy.
Bis 1918/1919 gehörte der im Komitat Neutra liegende Ort zum Königreich Ungarn und kam danach zur Tschechoslowakei beziehungsweise heute Slowakei. Nach den Bodenreformen kamen Slowaken aus der Mittelslowakei in die heutige Gemeinde, um die bisher mehrheitlich ungarischsprachige Südslowakei zu „slowakisieren“. Von 1938 bis 1945 war Jatov auf Grund des Ersten Wiener Schiedsspruchs noch einmal Teil Ungarns.
1951/52 entstand die heutige Gemeinde durch Ausgliederung der Siedlungen Dolný Jatov, Malý Jatov, Čierny vŕšok und Kendereš aus der Gemeinde Tvrdošovce.

## Bevölkerung
| Jahr                | 1994 | 2004    | 2014    | 2024    |
| ------------------- | ---- | ------- | ------- | ------- |
| Anzahl der Personen | 772  | 784     | 780     | 713     |
| Unterschied         |      | +1,55 % | −0,51 % | −8,58 % |

| Jahr                | 2023 | 2024    |
| ------------------- | ---- | ------- |
| Anzahl der Personen | 711  | 713     |
| Unterschied         |      | +0,28 % |

Nach der Volkszählung 2011 wohnten in Jatov 771 Einwohner, davon 700 Slowaken, 27 Magyaren, drei Tschechen sowie jeweils ein Kroate und Ukrainer. 39 Einwohner machten keine Angabe zur Ethnie.
568 Einwohner bekannten sich zur römisch-katholischen Kirche, 11 Einwohner zur Evangelischen Kirche A. B. sowie jeweils ein Einwohner zur Bahai-Religion, zur orthodoxen Kirche und zur reformierten Kirche; ein Einwohner bekannte sich zu einer anderen Konfession. 101 Einwohner waren konfessionslos und bei 87 Einwohnern wurde die Konfession nicht ermittelt.

## Bauwerke
- römisch-katholische Wendelinuskapelle im Rokokostil aus dem Jahr 1760